# 1743 Schmidt
1743 Schmidt eller 4109 P-L är en asteroid i huvudbältet som upptäcktes den 24 september 1960 av den nederländsk-amerikanske astronomen Tom Gehrels och det nederländska astronomparet Ingrid van Houten-Groeneveld och Cornelis Johannes van Houten vid Palomarobservatoriet. Den har fått sitt namn efter den estniske optikern och astronomen Bernhard Schmidt.
Asteroiden har en diameter på ungefär 19 kilometer.